# Robert Sidney Cahn
Robert Sidney Cahn (Hampstead, 9 giugno 1899 – 15 giugno 1981) è stato un chimico britannico.

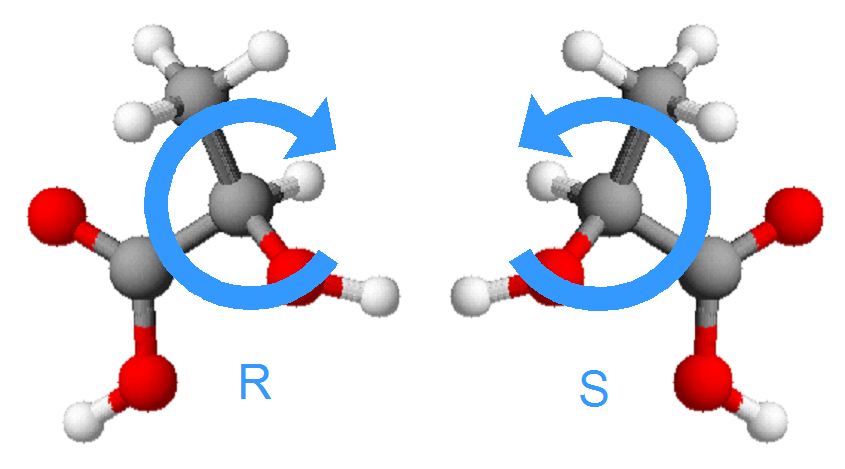

Insieme a Ingold e Prelog ha elaborato un sistema univoco per la denominazione degli stereocentri di una molecola chirale. Tale denominazione tutt'oggi usata, consiste nell'indicare i sostituenti dell'atomo asimmetrico con un ordine di priorità decrescente (a priorità più alta, b più bassa ,c ancora più bassa ,d la più bassa di tutti).
Se si procede da a a c in senso orario si denomina lo stereocentro con R (rectus), se procediamo in senso anti orario sarà S (sinister).
Fece pare del Royal Institute of Chemistry e fu editore del Journal of the Chemical Society dal 1949 al 1963, rimase al giornale fino al suo pensionamento nel 1965.